# Labyrinthe spirituel
Le labyrinthe spirituel (en russe : Лабиринт духовный) est un type rare dans l'iconographie russe, que les chercheurs datent du XVIIIe siècle (plus rarement au début du XIXe siècle). Dans le registre central de telles icônes un labyrinthe est représenté, présentant dans le haut une image de la Jérusalem céleste, et dans le bas de l'enfer. Dans l'histoire de l'art contemporaine, ces icônes sont perçues comme la représentation visuelle du chemin vers la Jérusalem céleste à travers le labyrinthe de la vie, rempli d'impasses et de fausses routes. De telles icônes ne se rapportaient pas au culte religieux mais servaient à des fins d'édification. En 2023, dans les collections des musées de la fédération de Russie et du christianisme orthodoxe n'ont été enregistrées que deux icônes de ce type labyrinthe spirituel: l'une se trouve au musée national d'histoire de la religion à Saint-Pétersbourg, et l'autre dans les collections du musée national d'histoire et d'art de la Nouvelle Jérusalem à Istra dans l'oblast de Moscou.
Les chercheurs ont tenté de déterminer l'origine de l'iconographie du labyrinthe spirituel. Sont apparues alors les hypothèses d'une source littéraire sous-jacente, l'influence des techniques de l'estampe d'Europe occidentale et de Russie, celle des fresques et des tracés de labyrinthes sur le sol des églises catholiques en France, l'apparition en Russie au XVIIIe siècle de la secte  protestante des frères moraves. Cette iconographie a également été considérée dans le contexte du développement du symbole-dogmatique dans les icônes de la fin du XVIIe siècle-début du XVIIIe siècle. Les critiques d'art russes actuels en culturologie tentent de déterminer le sens figuratif de l'iconographie du labyrinthe spirituel.

## Représentation sur les icônes

### Icône du musée national de la Nouvelle Jérusalem

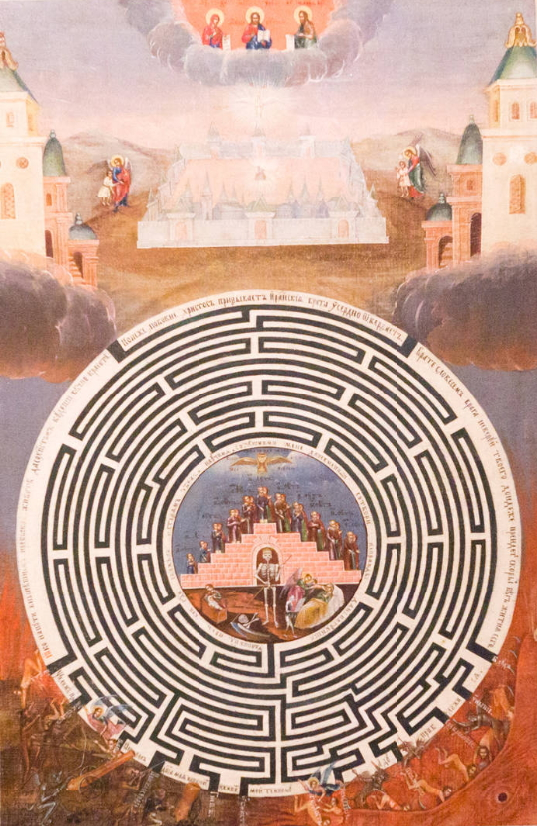
Labyrinthe spirituel Musée national d'histoire et d'art de la Nouvelle Jérusalem à Istra

La plus grande partie de l'icône est occupée par un labyrinthe arrondi.
Sergueï Zotov (ru), chercheur doctorant à l'Université de Warwick considère cette icône comme une riche version iconographique du Labyrinthe spirituel .
Au centre de l'icône et du labyrinthe, sur les marches de la pyramide de pierre, sont représentés les âges de la vie humaine sous forme de figure d'un homme et d'une femme. De l'enfant jusqu'au vieil homme décrépit ils sont placés sur une sorte d'escalier. Au-dessus de chacune des figures est inscrit son âge (de 1 à 90 ans),. Au centre, au sommet, est représenté un sablier, qui plane grâce à de grandes ailes. Il mesure le temps de la vie humaine. Il est accompagné d'une inscription: « Le temps de Dieu durant les jours et les nuits entre ses ailes ». Dans le bas du dessin central sont représentés des scènes de naissance et de mort (elles représentent de manière symbolique le début de la vie de l'homme et sa fin), et entre ces scènes se trouve l'image de la mort sous forme de squelette couronné tenant une faux dans ses mains . Selon Sergueï Zotov, le spectateur se perçoit dans la position de l'âme du défunt et c'est au centre que commence son voyage mental à travers le labyrinthe dont il est entouré.
Durant son trajet vers la Jérusalem céleste l'âme peut lire des inscriptions figurant sur l'icône. Il existe deux sorties du labyrinthe dans le haut de celui-ci. Le voyageur croise aussi l'inscription: « Dans l'amour, le Christ appelle et le paradis ouvre largement ses portes ». Dans la partie supérieure de l'icône est représentée la Jérusalem céleste avec ses douze portes, au sein de laquelle sont amenées des âmes pures accompagnées par deux anges. Au-dessus d'elle, dans les nuages est représentée une déisis,. Marie et Jean le Baptiste demandent au Seigneur de sauver l'humanité. Au-dessus de la Jérusalem céleste, sous la déïsis, plane le Saint-Esprit sous l'image d'une colombe.
Si le spectateur ne passe par le labyrinthe avec succès, il se retrouve au bas de l'icône. Il trouve là l'inscription: « mon âme est remplie de colère et mon corps se rapproche de l'enfer ». Douze routes mènent à l'enfer (certains historiens n'en comptent que onze) qui correspondent à différents péchés : fornication, beuverie, amour de l'argent et de la gloire, ivrognerie, vanité, orgueil, meurtre, colère, méchanceté, jalousie, calomnie et gourmandise. Avant de rentrer dans l'enfer, on trouve à gauche des images de démons, équipés d'armes les plus modernes de cette époque (canons et fusils, ainsi que d'arcs, qui, selon Zotov, symbolisent les passions. Selon Ananstasia Dolgova , c'est une image frappante de « la race humaine avec ses passions de pécheurs » et des démons). L'entrée de la géhenne est décalée sur la droite dans cette icône. Parmi les diables on peut voir aussi des anges qui extraient des âmes repenties de l'enfer.

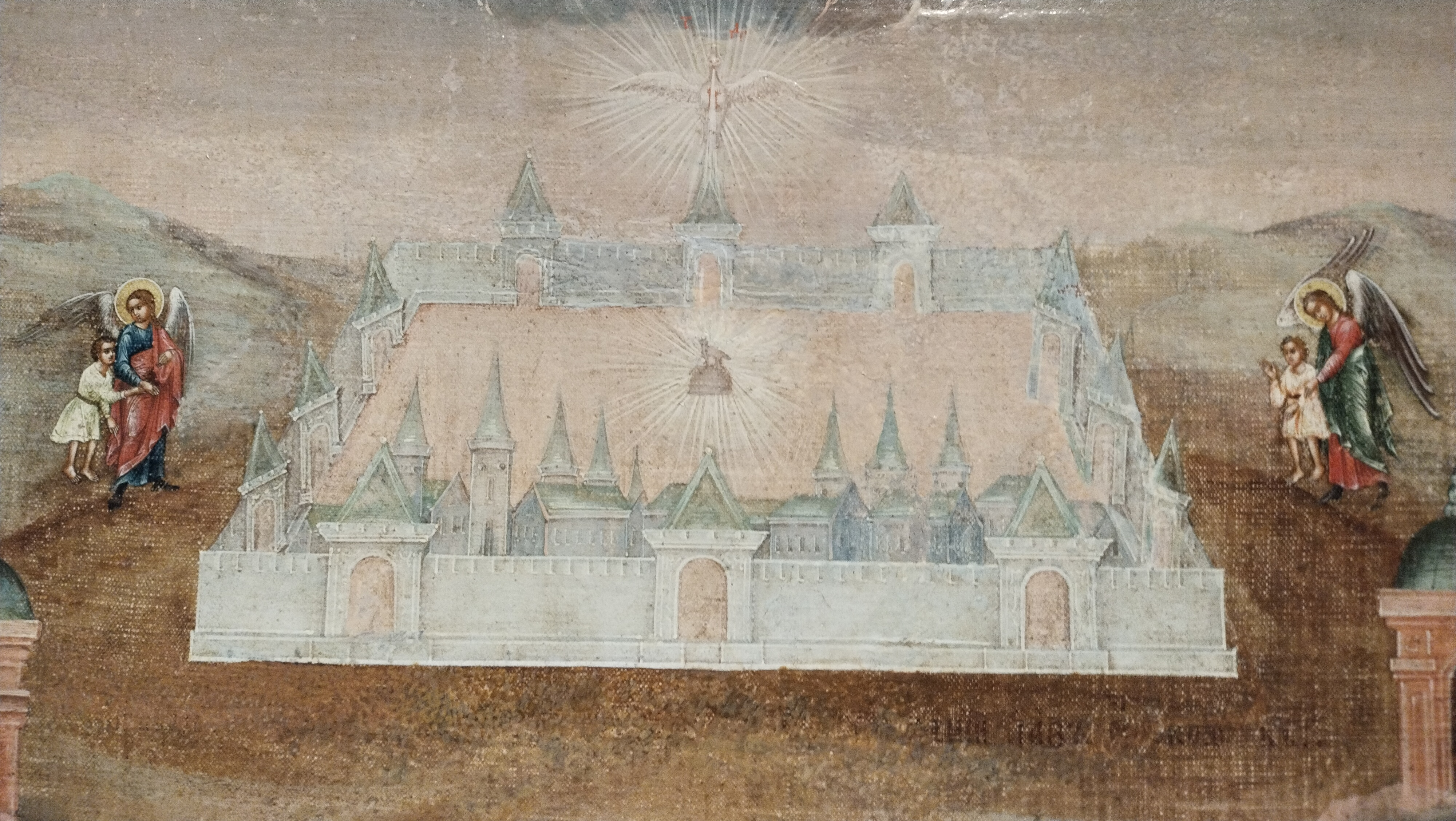
La Jérusalem céleste.
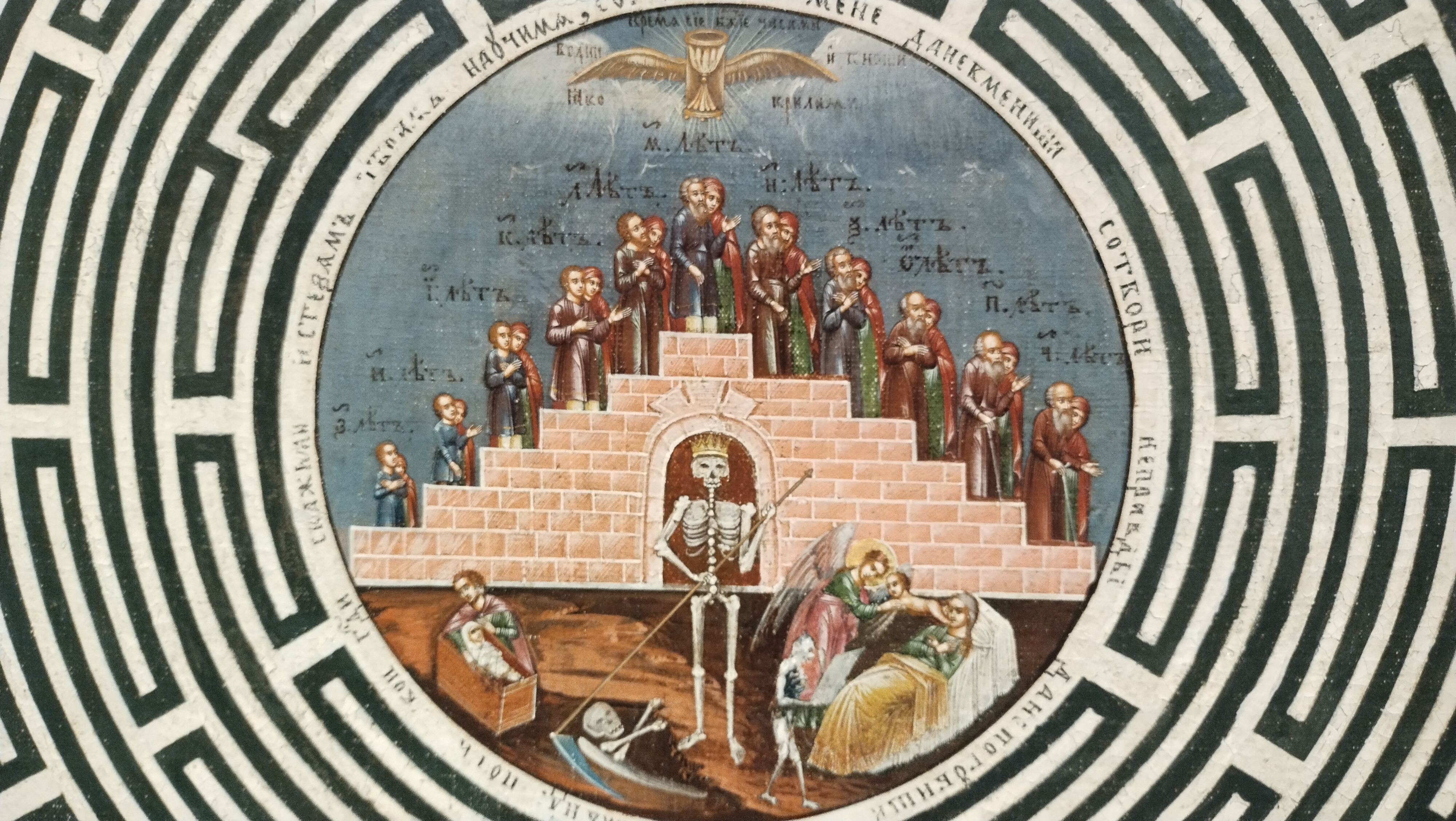
Les différents âges dans l'escaliers :7-40-90 ans désignés par des lettres grecques.
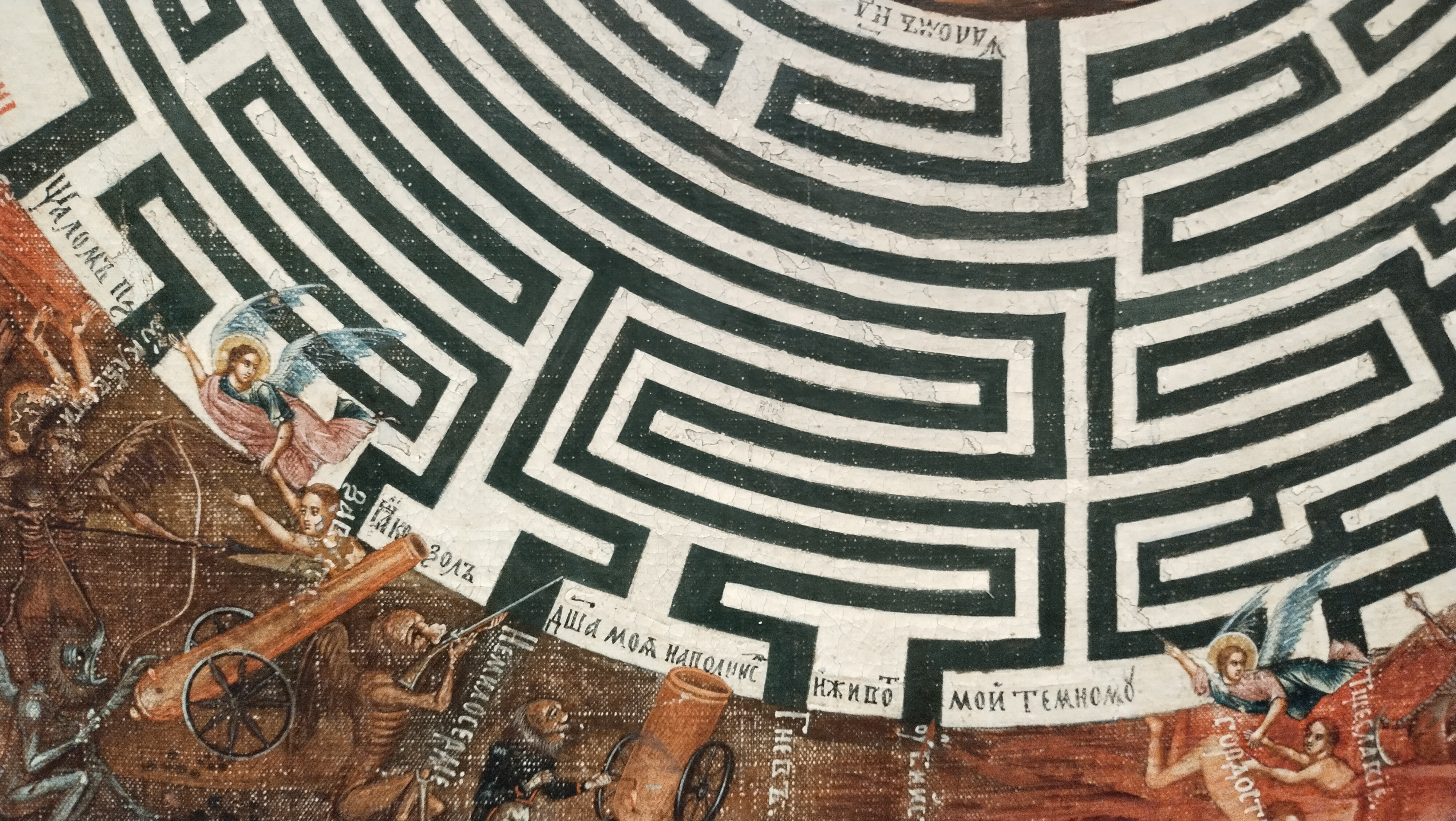
Partie inférieure gauche. Démons avec des armes.
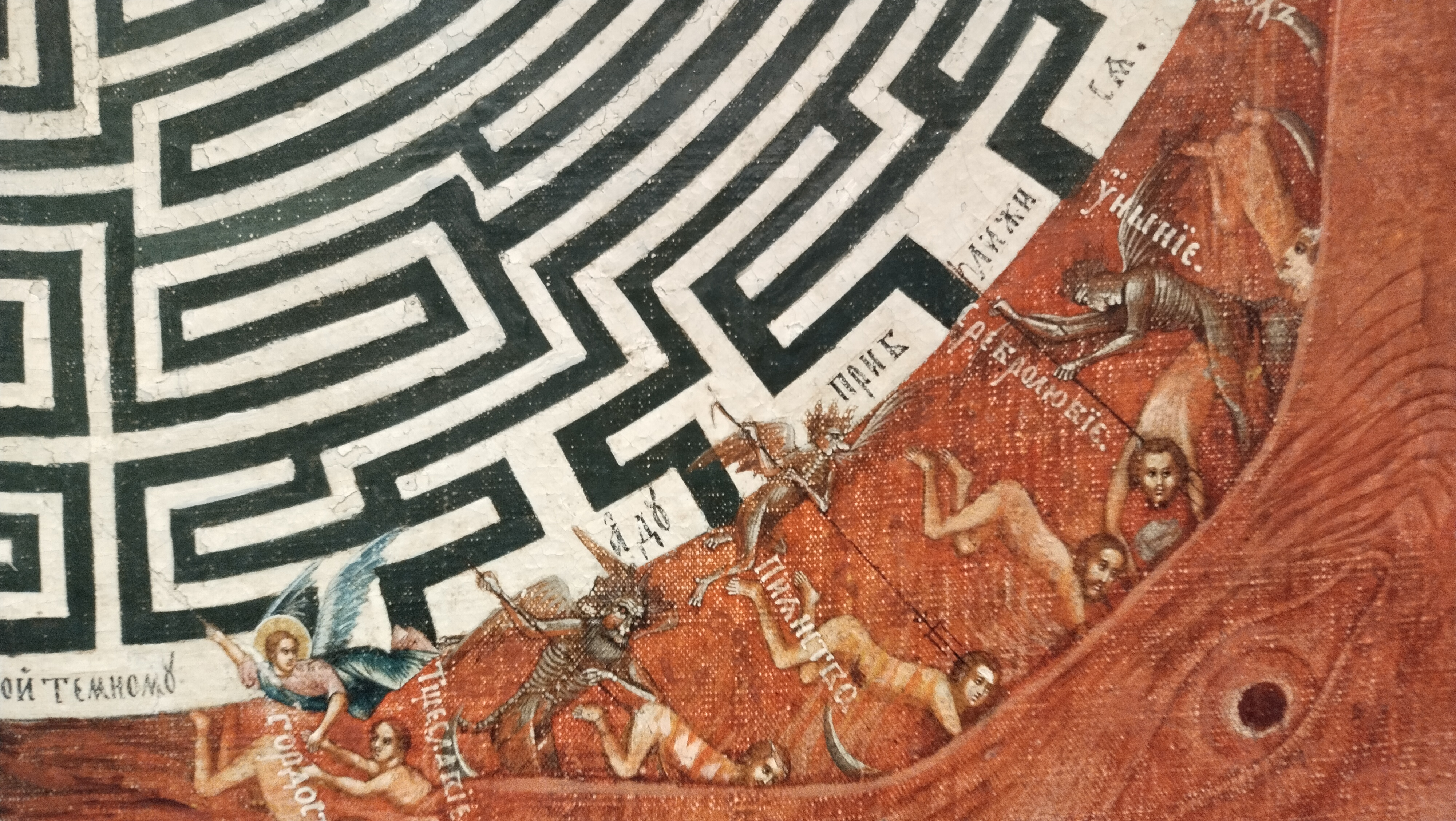
Partie inférieure droite. Feu de l'enfer.

### Icône du musée national de l'histoire de la religion

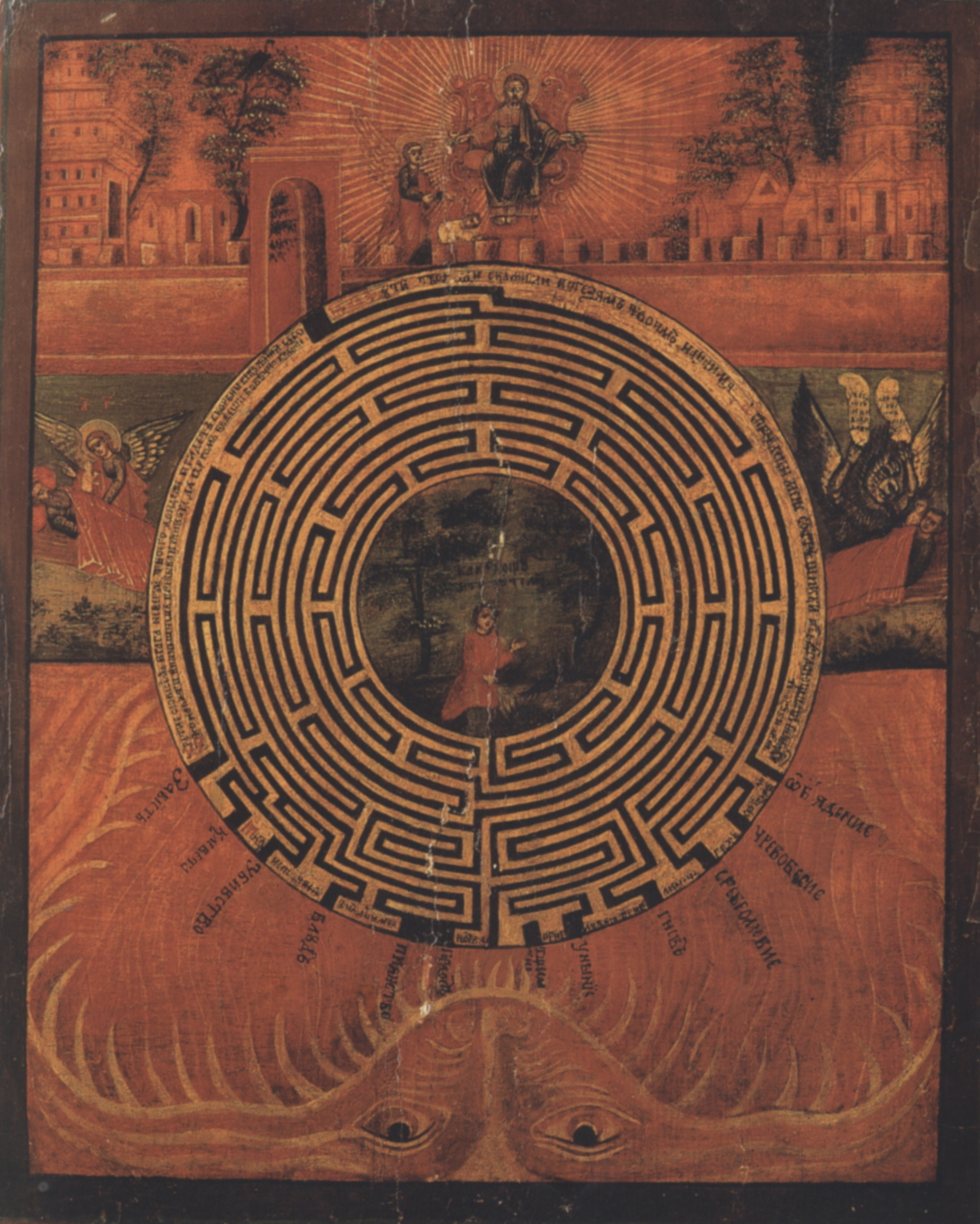
Auteur anonyme, XVIII s. Labyrinthe spirituel du musée national d'histoire de la religion, labyrinthe de Saint-Pétersbourg.

La composition de l'icône utilise des techniques de perspective inversée. L'action se déroule dans le même plan. L'image est traitée de manière plane sauf pour l'homme agenouillé du registre central et le Christ sur son trône du registre supérieur sont représentés avec plus de volume. La critique Anastasia Dolgova note l'utilisation des techniques d'illustration et de la gravure surtout pour la représentation du labyrinthe lui-même. Le texte qui apparaît sur l'icône nécessite une lecture attentive. Cela diffère des textes d'icônes traditionnelles qui jouent un rôle explicatif de soutien pour compléter l'image..

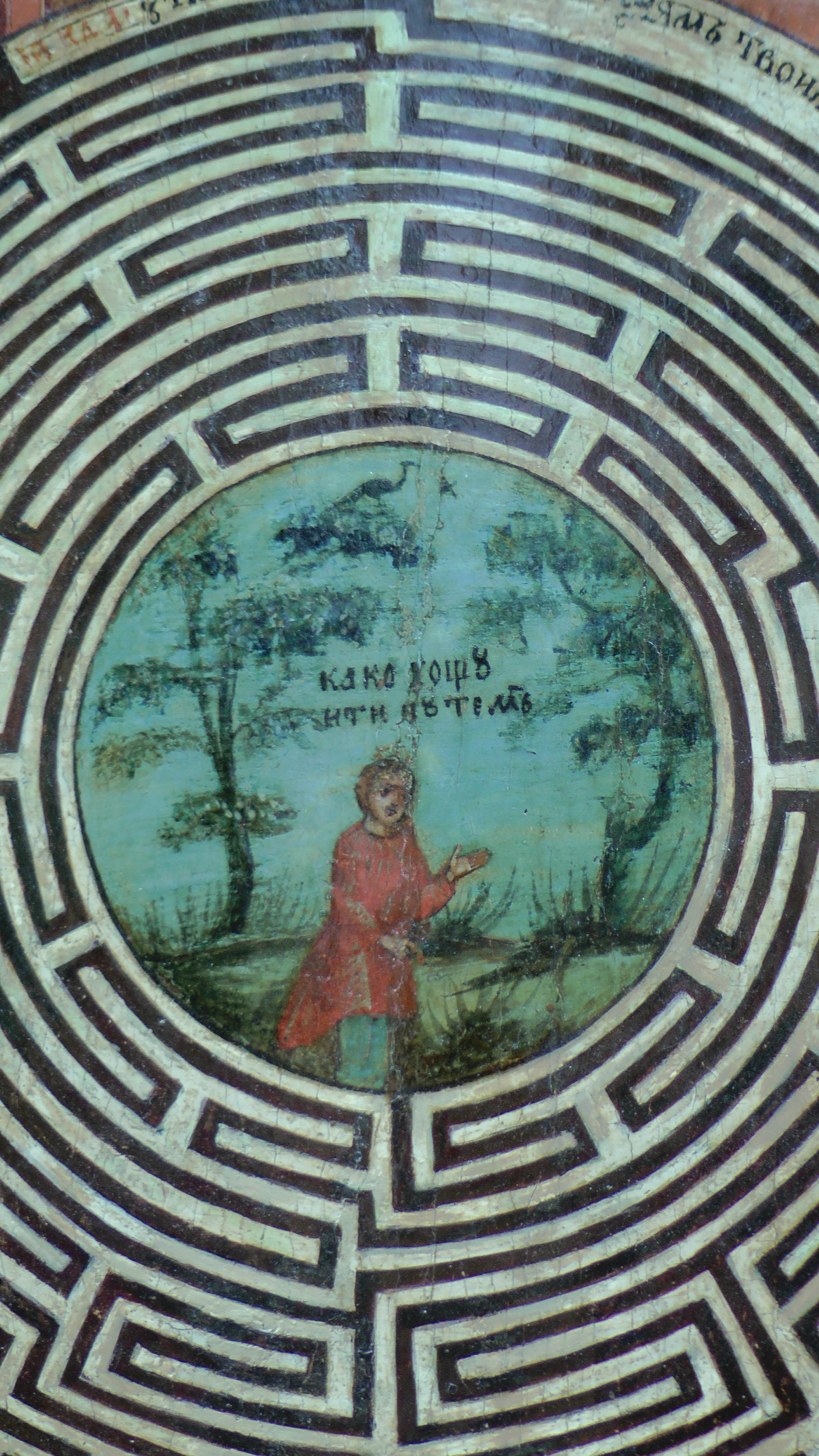
Partie centrale du labyrinthe du musée d'histoire de la religion. Homme agenouillé

Anastasia Dolgova analyse la structure composite de cette icône. Celle-ci est divisée par un axe central vertical en deux parties opposées ; l'une avec l'image d'un jeune pêcheur accueilli par un ange d'un côté; l'autre, à droite, celle d'un homme pécheur accompagné d'un démon. Une division similaire est produite horizontalement  qui sépare l'enfer de feu en bas de la Jérusalem céleste en haut. La composition est complétée par un texte et l'émotion quelle produit est renforcée par la solution de couleur choisie.

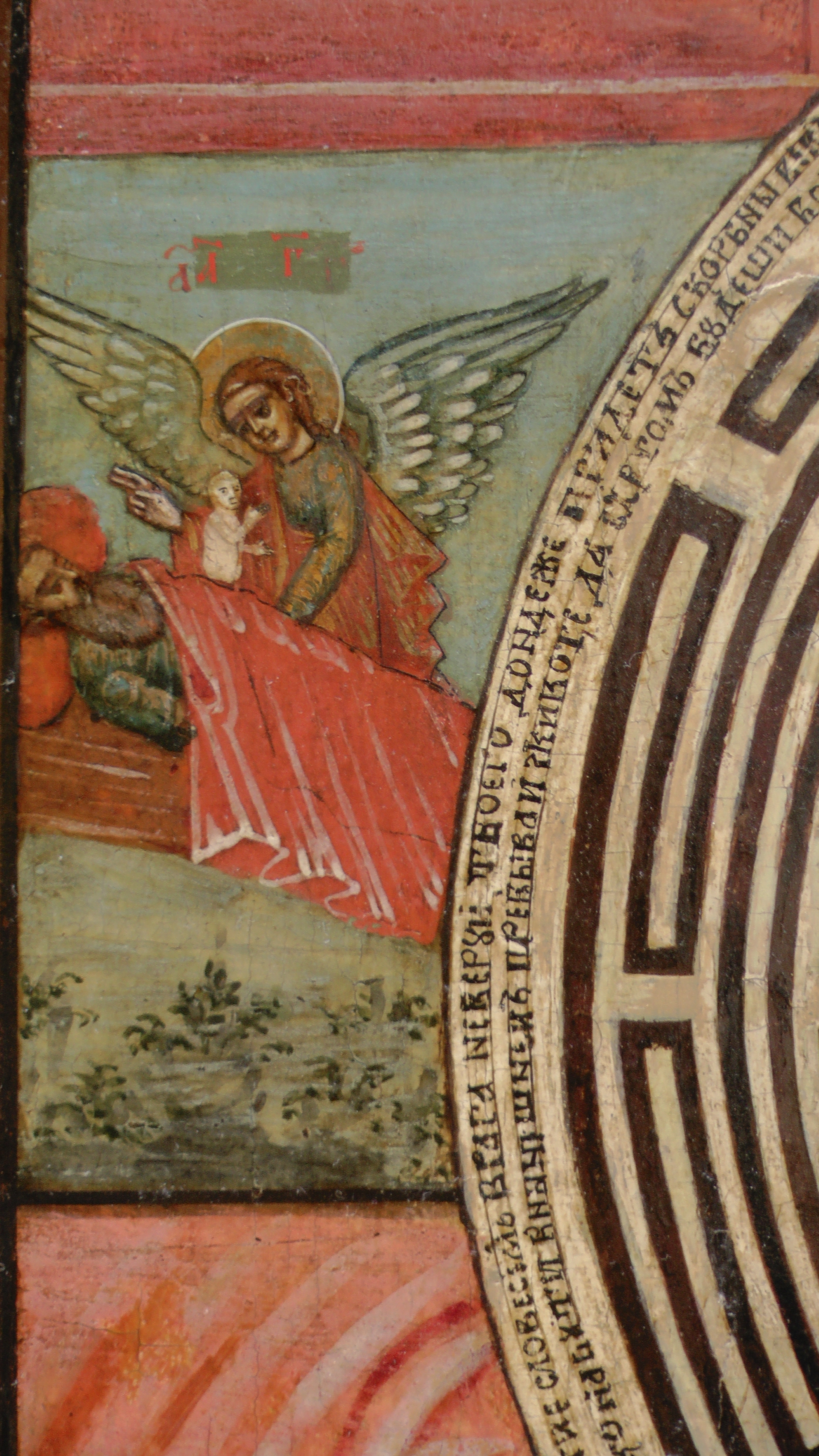
mort du juste.
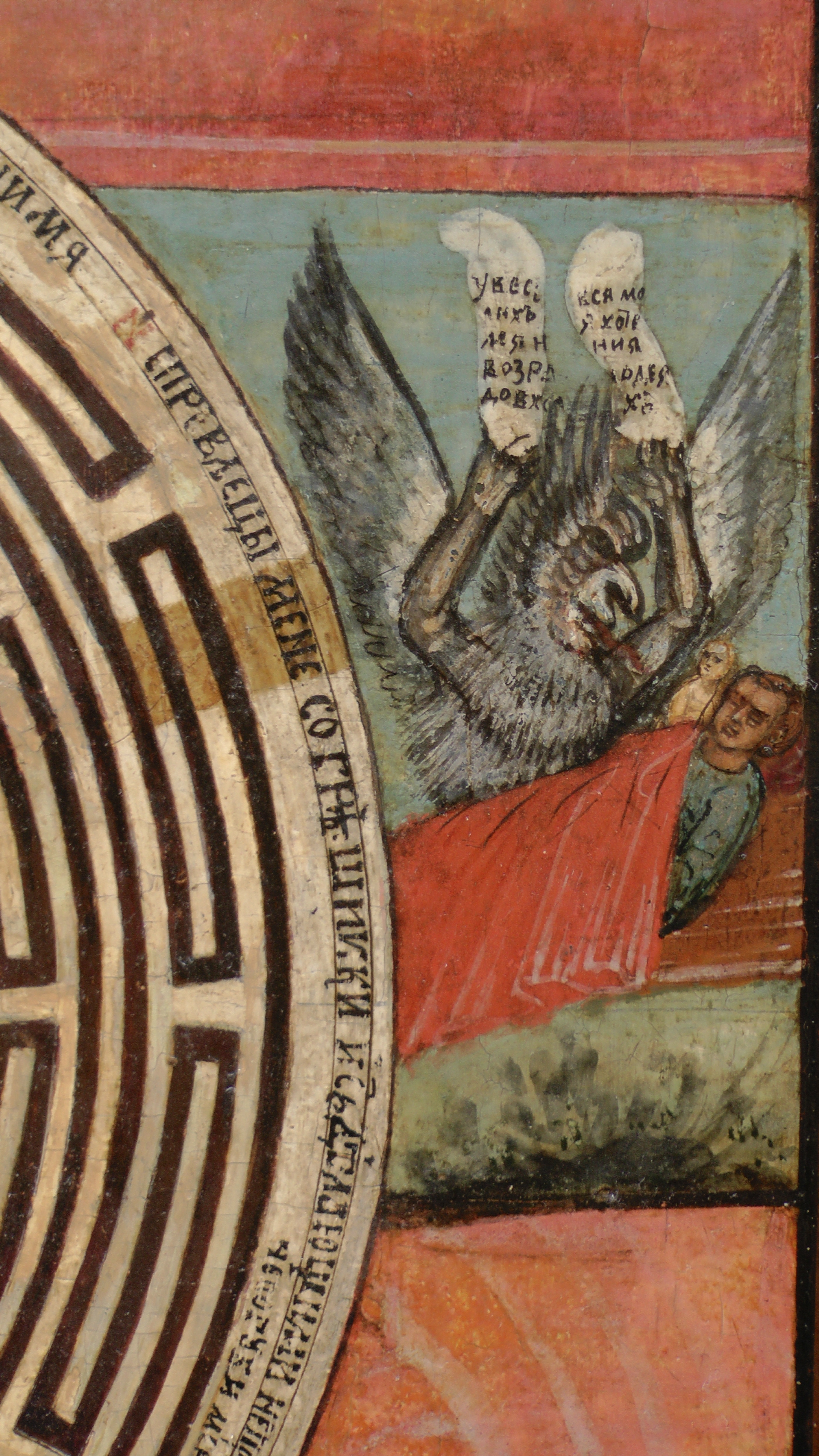
mort du pécheur.

L'icône Labyrinthe spirituel est composée de trois parties. La partie supérieure représente la Jérusalem céleste, la partie centrale, le monde terrestre, la partie inférieure représente la géhenne avec le feu de l'enfer. Au centre de la composition se trouve un labyrinthe au milieu duquel , sur un fond assez réaliste de paysage, est placé un homme agenouillé selon l'historienne d'art Anastasia Dolgova. Ses vêtements rouges contrastent avec le fond vert foncé de la scène. Au-dessus de cette figure représentée au centre du labyrinthe se trouve l'inscription: « comment je veux aller par la voie ». Le labyrinthe est de forme ronde, de couleur ocre sur un fond jaune et n'a qu'une seule sortie par le haut. Plusieurs chemins mènent par contre aux enfers, chacun correspondant aux douze péchés : l'envie, la calomnie, le meurtre, la fornication, l'ivresse, l'orgueil, la vanité, le désespoir, la colère, l'avarice, la gourmandise. Dolgova remarque qu'aux sept péchés capitaux (orgueil, envie, gourmandise, luxure, colère, avarice et la paresse) le peintre d'icône, guidant le chrétien par la vraie voie, en ajoute d'autres. Cela permet de pénétrer dans le monde spirituel de l'homme à cette époque.
Sur les bords du labyrinthe se trouve un texte que Dolgova n'a réussi à déchiffrer que partiellement. Elle a trouvé la source de deux lignes : 1) russe : « Укажи мне, Господи, пути Твои и научи меня стезям Твоим » « Éternel ! fais-moi connaître tes voies, enseigne-moi tes sentiers.» La Bible, traduction de Louis Segond, Psaume 25:4 ; 2) russe : «Не погуби меня с нечестивыми и с делающими неправду» « Ne m’emporte pas avec les méchants et les hommes iniques Psaume 28:3.
De chaque côté du labyrinthe sont représentées deux scènes de mort ; celle d'un homme juste et celle d'un pécheur. Le juste est un homme vénérable avec une barbe peignée et des vêtements vert foncé sous une couverture rouge. Il se trouve dans la partie gauche. Son âme, représentée comme une figure de bébé, est prise par un ange vêtu de rouge lui aussi. L'âme du pécheur a aussi l'apparence d'un bébé et lui-même a l'apparence d'un homme sans barbe. Un monstre avec des plumes et des pattes griffues tient des volumens en l'air dans chaque main (Anastasia Dolgova admet en pas pouvoir déchiffrer les textes figurant sur ces volumens.
Un petit arc dans le style de l'architecture de la Renaissance ouvre l'entrée de la Jérusalem céleste. Jésus-Christ portant un chiton rouge et un himationvert foncé est assis sur un trône de style baroque. Les vêtements du Christ se détachent clairement sur un fond rouge-ocre rempli de chaleur et de lumière dans le registre supérieur de l'icône. Des rayons de lumière émanent du Christ. L'âme du juste, vêtue de blanc, est à côté de l'ange vêtu de rouge. La critique russe Dolgova présente les bâtiments de la Cité céleste comme des édifices de différents styles réalisés dans l'esprit de l'architecture occidentale de la Renaissance. Entre ceux-ci, on distingue également des arbres qui se distinguent par leur couleur vert foncé sur un fond relativement plat.
Le registre inférieur de l'icône est réalisé dans une couleur ocre rougeâtre, mais ce n'est plus la couleur de la chaleur et de la lumière, qui remplit la Jérusalem céleste, mais celle du feu qui condamne le pécheur aux tourments éternels. L'enfer en feu est représenté comme un monstre avec des yeux rouges et une énorme gueule. Dans cette gueule, les flammes jaunes indiquent la direction de l'enfer.

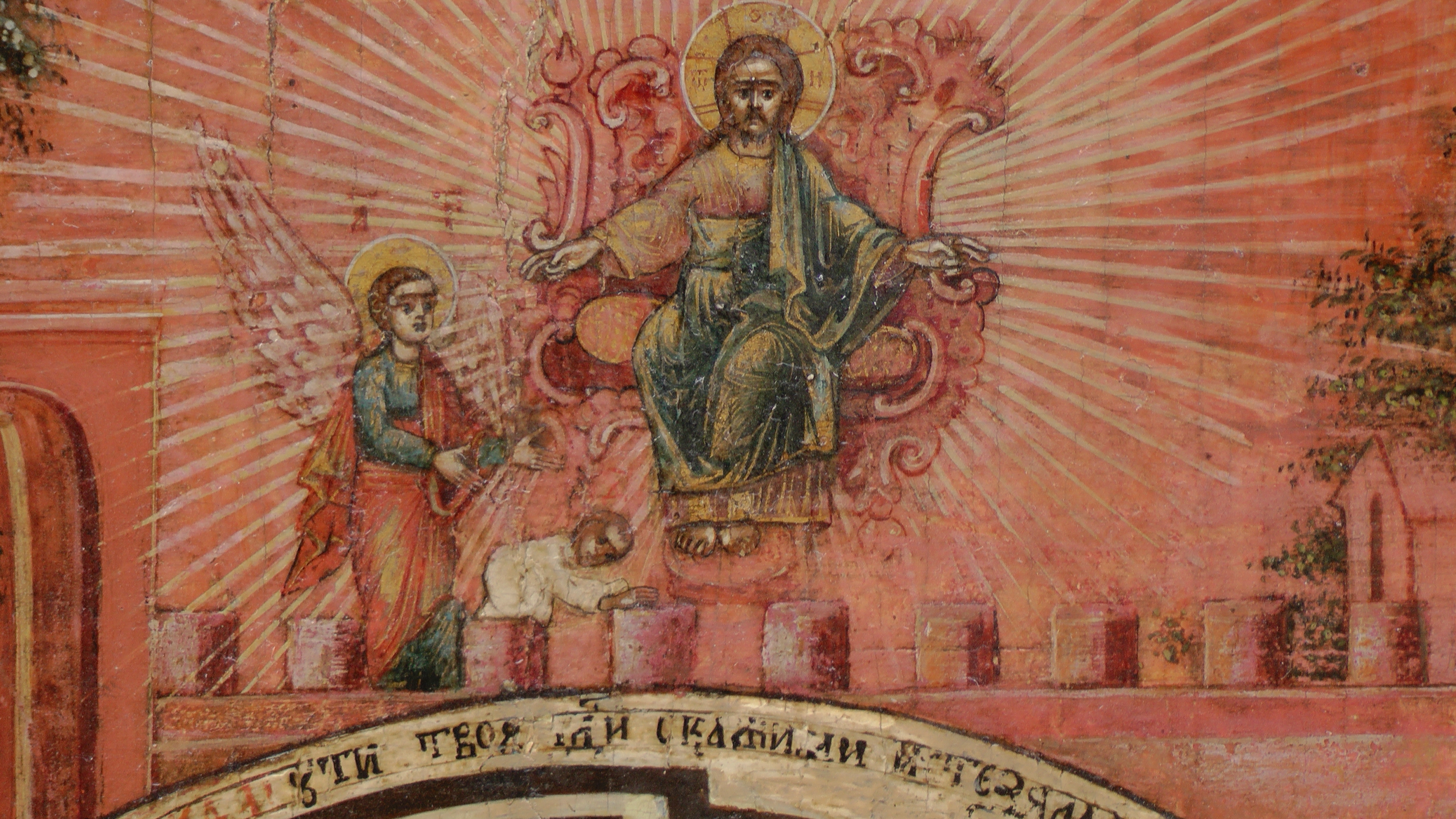
Centre de la partie supérieure. L'âme du juste devant le Christ.
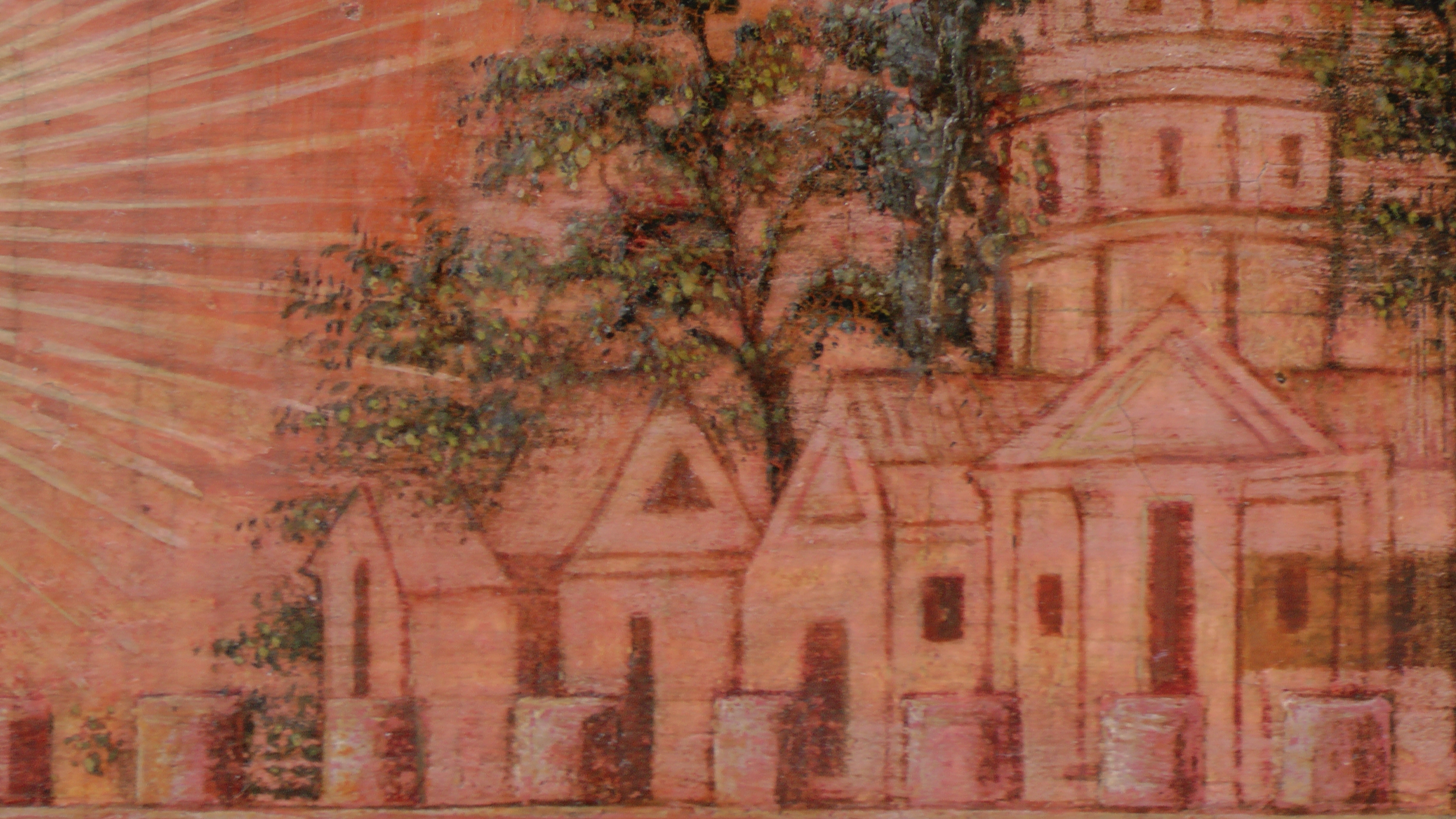
Partie supérieure droite. Fragment de la Jérusalem céleste.
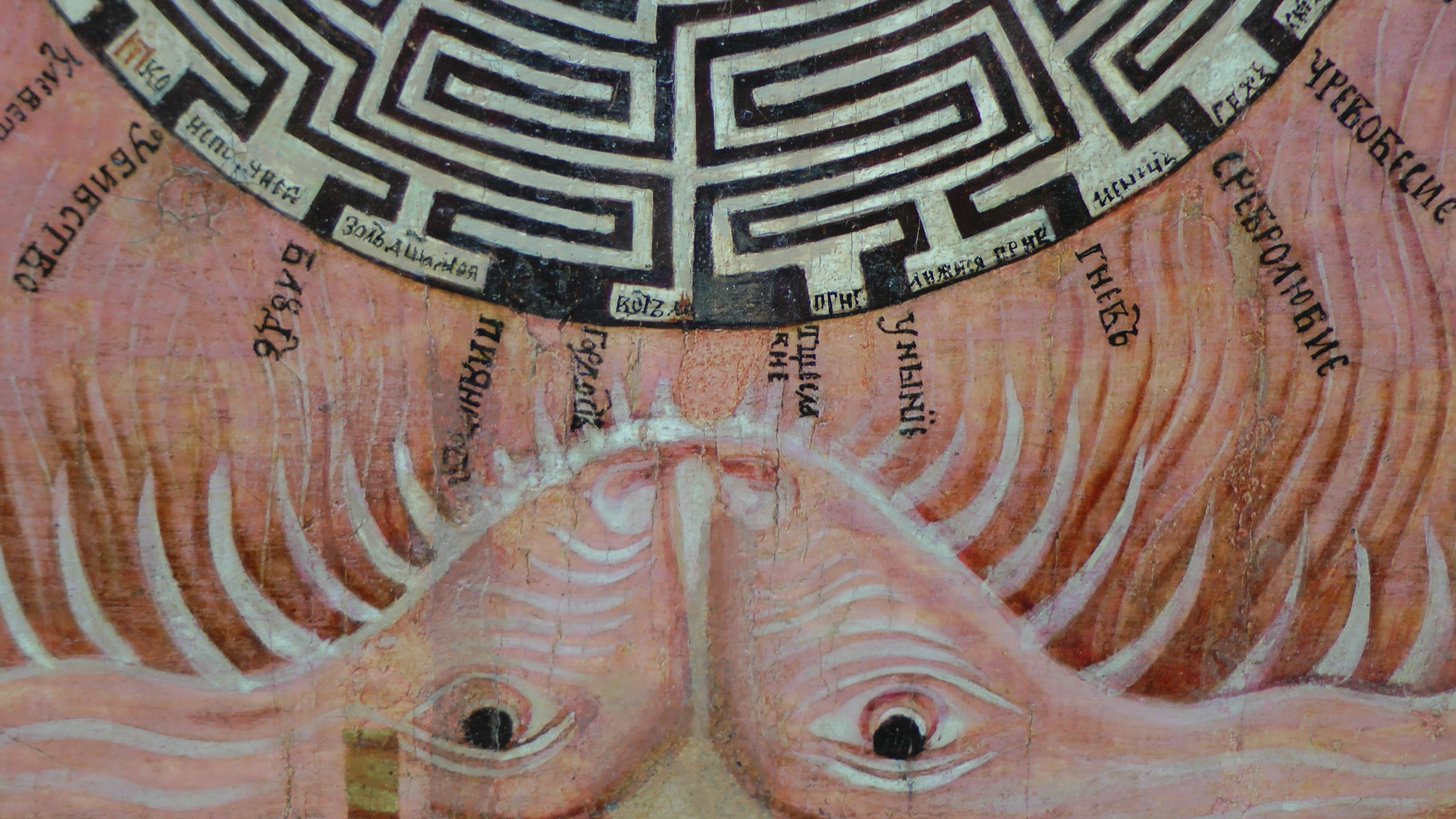
Partie inférieure. Le feu de l'enfer.

## Icônes de la collection des musées russes

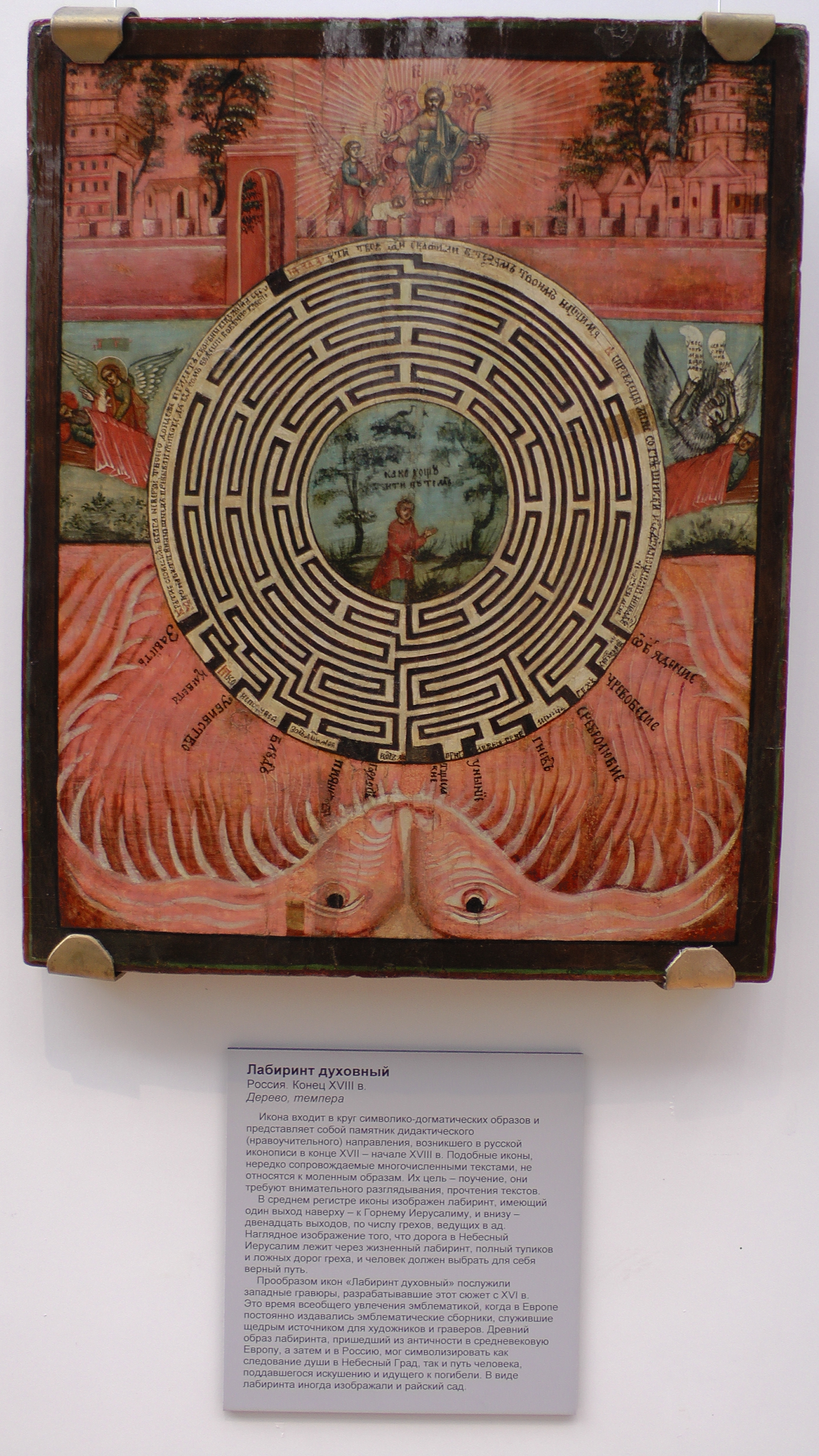
« Labyrinthe spirituel » à l'exposition du musée d'histoire de la religion, 2021.

En 2023, les critiques d'art ne disposaient que de deux icônes sur le sujet Labyrinthe spirituel (cependant, l'historienne d'art Galina Zelenskaïa considère que : « le contenu spirituel et édifiant profond exprimé par ces icônes a contribué à l'émergence de plusieurs versions iconographique du Labyrinthe dans les images populaires russes, les louboks »). L'une des deux icônes se trouve dans les collections du Musée national d'histoire de la religion à Saint-Pétersbourg. La seconde fait partie des collections du musée Musée national d'histoire et d'art de la Nouvelle Jérusalem à Istra dans l'oblast de Moscou  ,,.

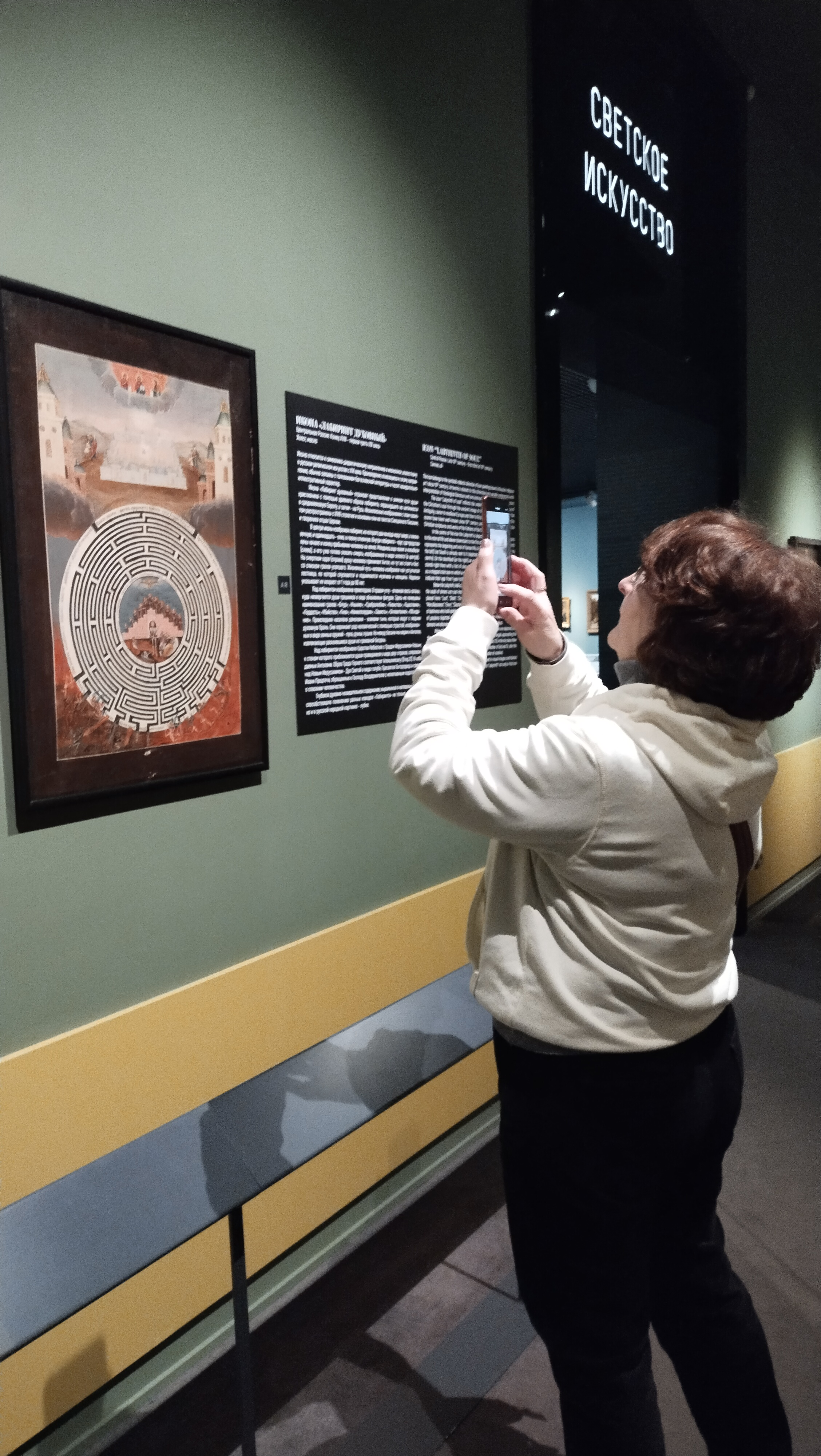
Labyrinthe spirituel présenté à l'exposition du musée de la Nouvelle Jérusalem en avril 2023

Dolgova considère que la première des deux icônes a été réalisée par un maître de l'école iconographique de Moscou (ru) à la fin du XVIIIe siècle, et y retrouve une technique traditionnelle d'exécution à tempera sur bois,. Ses dimensions sont de 54 × 43,9 × 3,1 cm. Le site de université orthodoxe Saint-Tikhon (ru) donne des informations légèrement différentes 54 × 44, et la date de la seconde moitié du XVIIIe siècle,,. Dolgova note que l'origine de cette icône et son emplacement avant le moment où elle est entrée dans la collection du musée sont inconnus. L'icône de la collection du musée d'histoire de la religion a été présentée plusieurs fois lors d'expositions et elle est bien connue des spécialistes. Mais Dolgova estimait en 2011 qu'elle n'avait pas été étudiée correctement et que son iconographie dans le catalogue du musée est donnée trop schématiquement, parfois avec des références erronées .
Au nombre des expositions auxquelles l'icône a participé, on compte celle de « Trésors de l'art du musée national de la religion à Saint-Pétersbourg » à Londres, qui a eu lieu en avril 1992 ; l'exposition  «Concept du paradis dans la représentation religieuse» au musée d'art figuratif (ru) à Joensuu en 1995 ; l'exposition «À travers le labyrinthe des vices humains», qui s'est tenue du 18 février 2021 au 14 avril 2021 au musée d'histoire de la religion, où elle occupait une place centrale,.
La seconde icône date, selon Anastassia Dolgova, du XVIIe siècle ou XVIIIe siècle et proviendrait de l'église de la Résurrection du monastère de la Nouvelle Jérusalem . Dans l'album catalogue du musée de la Nouvelle Jérusalem, l'auteur Natalia Merzlioutina renseigne d'autres informations. Selon cette dernière, l'icône proviendrait de la Russie centrale, mais elle ne sait pas comment elle est arrivée dans les collections du musée. Elle aurait été créée à la fin du XVIIIe siècle — premier tiers du XIXe siècle,. Igor Orlav, docteur en histoire de l'art la date du XVIIIe siècle,. Dans l'album catalogue sont expliquées les techniques d'exécution des icônes présentées : peinture à l'huile sur toile , avec des dimensions de 80 × 57,). Le numéro d'inventaire est : Жд-181.

## Essais de détermination de l'origine de l'iconographieLabyrinthe spirituel

### LeLabyrinthe spirituelsujet distinct de l'orientationsymbolique-dogmatiquedans l'iconographie
Anastassia Dolgova rapproche l'iconographie du Labyrinthe spirituel de la symbolique-dogmatique (Natalia Merzlioutina adopte le même point de vue). De ce point de vue, à partir du milieu du XVIe siècle (Dolgova se réfère à une époque plus proche de la fin du XVIIe siècle - début du XVIIIe siècle, l'icône commence à illustrer des textes de prières, de chants, d'offices liturgiques, ou cherche à représenter et à rendre accessible des concepts théologiques. De telles icônes sont souvent une illustration de dogmes théologiques, et elles ne sont plus, aux yeux des croyants, un médiateur de communication avec Dieu. Ces icônes introduisent un nouveau cycle historique, souvent basé sur l'interprétation de la littérature théologique ainsi que d'autres types de littératures de caractère édifiant. Peu à peu une iconographie de ce genre va se former et devenir stable. Par rapport à l'imagerie traditionnelle des icônes, les icônes spirituelles utilisent un langage artistique qui leur est propre. Elles sont caractérisées notamment par la présence d'un grand nombre de textes explicatifs.
Dolgova observe que les recherches sur ce sujet sont peu nombreuses. Il y a également une absence de terminologie propre uniforme qui pourrait être utilisée par les spécialistes pour étudier ces icônes. Selon Dolgova, on en est au début de l'étude de ce type d'iconographie. À ce stade, ces icônes sont recherchées, leur iconographie est étudiée et évaluée.

### Recherche des sources littéraires de cette iconographie de labyrinthe spirituel
Anastasia Dolgova note l'influence incontestable des Saintes Écritures sur le développement de l'iconographie du Labyrinthe spirituel et les considère comme sa source principale. À côté d'elles, l'historienne souligne l'importance du texte apocryphe biblique « Vision de l'apôtre Paul » — « une des plus anciennes versions (sur le sol chrétien) de la légende du voyage dans l'au-delà, au paradis et en enfer ». Elle considère que c'est là que l'iconographe a puisé ses sujets pour représenter dans le registre moyen de l'icône la mort du pécheur et de celle du juste  :

« …puis il voit l'homme devant la mort. C'était un homme juste, pauvre, qui, en mourant, a trouvé la paix. Toutes ses œuvres, accomplies au nom de Dieu, et toute sa vie lui apparaissent. Son âme est emportée par un ange avec grand soin … Quand le pécheur, qui a passé toute sa vie à manger et à boire, sent l'approche de la mort et des problèmes spirituels qui l'accompagnent, il commence à se plaindre amèrement et s'exclame qu'il aurait mieux valu qu'il ne naisse pas dans ce monde. Des anges redoutables arrachent avec force son âme de son corps … L'ange gardien, à son tour, accable l'âme de reproches…, »

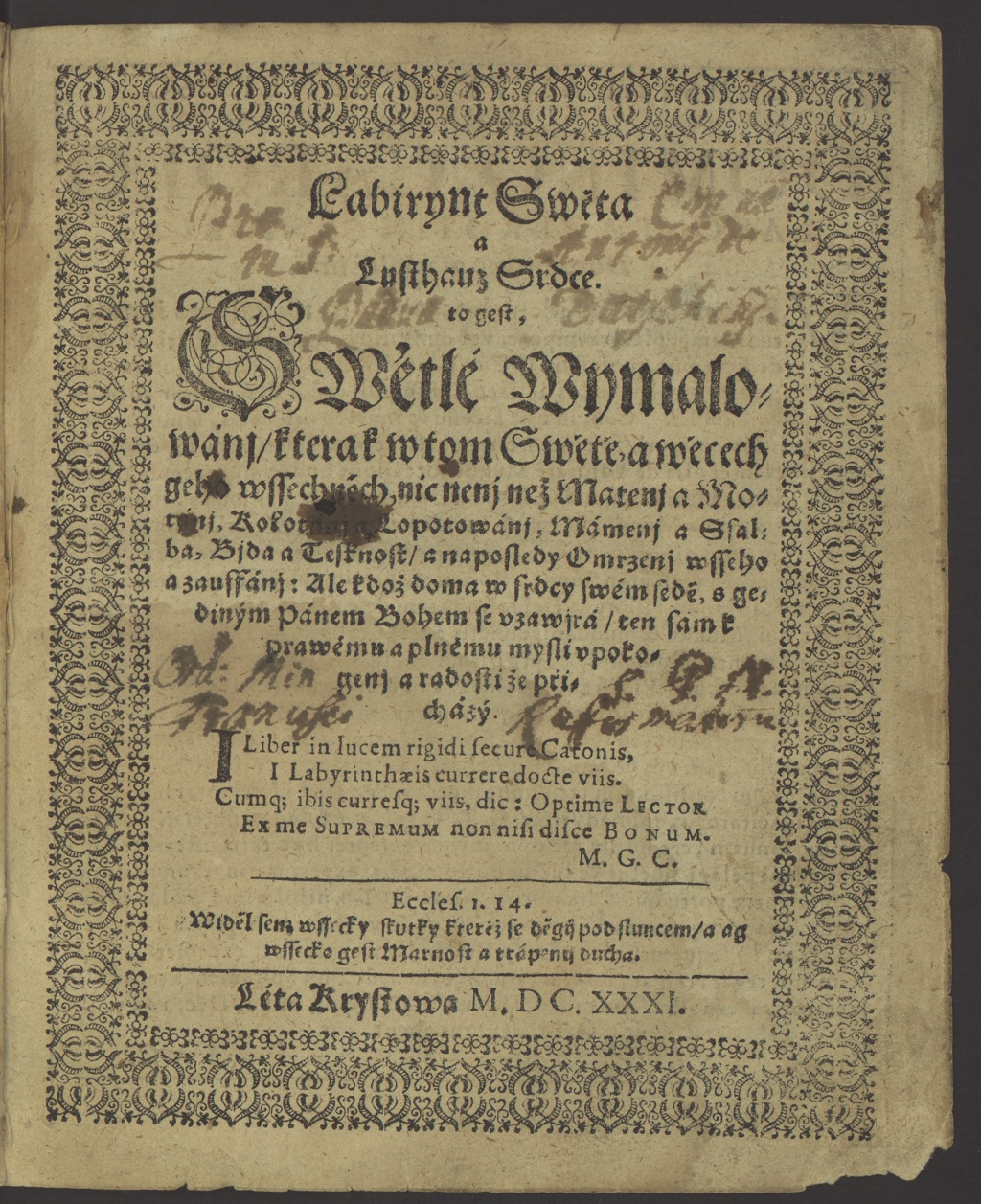
« Le labyrinthe du monde et le paradis du chœur » Jan Amos Komenski édition de 1631

Dolgova fait remarquer que la scène de la mort du juste se trouve près du texte de la Vision de l'apôtre Paul, tandis que la mort du pécheur est reproduite autrement, presque dans un effet de miroir de l'autre côté de l'icône.
Comme l'observe Sergueï Zotov, l'image du labyrinthe décrivant le chemin rempli de dangers de l'homme vers Dieu a commencé à apparaître dans la littérature spirituelle russe à partir du XVe siècle,. Zotov considère que la base de cette iconographie du Labyrinthe spirituel pourrait se trouver dans le livre du philosophe et théologien tchèque Comenius (Jan Amos Komensky), intitulé Labyrinthe du monde et paradis du cœur. Il a été traduit en russe dans la première moitié du XVIIe siècle. Dans cet ouvrage, le voyageur se promène « dans le labyrinthe du monde, et examine l'organisation des états, de la science et de la religion ». Le résultat de ses pérégrinations est l'arrivée du Christ et l'apparition du monde spirituel. La mort insouciante du juste et son ascension au paradis est décrite dans le même ouvrage.
Zotov, en retraçant les sources occidentales de l'iconographie russe appelle allégorie des œuvres poétiques et des illustrations apparues au cours du XVe siècle. Parmi celles-ci figure un poème spirituel allemand intitulé Le véritable guide du roi. Zotov considère que l'illustration de ce livre ou d'un autre livre similaire a pu inspirer un peintre d'icône russe. Le chercheur attire aussi l'attention sur l'utilisation de l'image du labyrinthe par les mystiques occidentaux de la période tardive de l'antiquité. C'est ainsi que le poète chrétien Prudence, qui vécut au IVe siècle, parle du labyrinthe comme d'un symbole de l'insouciance, du paganisme et des hérétiquesеретиков et crée une métaphore de l'homme errant de par le monde à la recherche de la vraie voie. L'allégorie du labyrinthe dans ce sens s'est poursuivie, selon Zotov, jusqu'au Xe siècle, quand un moine français de l'Ordre de Saint-Benoît, Abbon de Fleury se mit à regretter que les hérétiques trompaient les jeunes gens en les jetant dans les labyrinthes des illusions.
Dante a poursuivi sur cette voie en décrivant l'enfer « comme un labyrinthe composé de plusieurs cercles, ceintures et crevasses, par opposition aux anneaux parfaitement concentriques du paradis ».

### Recherche des origines de l'iconographie dans les gravures d'Europe occidentales et de Russie ainsi que dans les fresques catholiques
Anastasia Dolgova estime que l'on peut trouver dans la gravure européenne du XVIIe siècle des images proches du sens iconographique du labyrinthe spirituel qui ont eu une grande influence sur l'iconographie russe des XVIIe siècle et XVIIIe siècle. Dolgova fait surtout référence au Livre des modèles qui est le nom générique d'un recueil d'œuvres préparatoires réalisés par un artiste médiéval européen. Il est constitué de feuillets cousus en livre. Dans la littérature scientifique il existe un débat à propos de l'objectif de ces livres et des estampes médiévales emblématiques de ce type de pensée. Dans la gravure européenne existe des exemples de labyrinthe symbolisant la recherche spirituelle comme des variantes de la gravure l'âme en pèlerinage, conduite par la parole de Dieu dans le labyrinthe de la recherche spirituelle  due au maître belge Herman Hugo Gottselig, réalisée en 1622. Le labyrinthe y est représenté différemment. À l'intérieur de celui-ci plusieurs personnes sont représentées dont l'une trébuche et tend la main en l'air pour obtenir de l'aide. Selon Dolgova, le sens de ce labyrinthe est proche de celui des icônes qui servent de point d'appui pour demander de l'aide à Dieu. Mais il s'agit d'une gravure et non d'une icône.

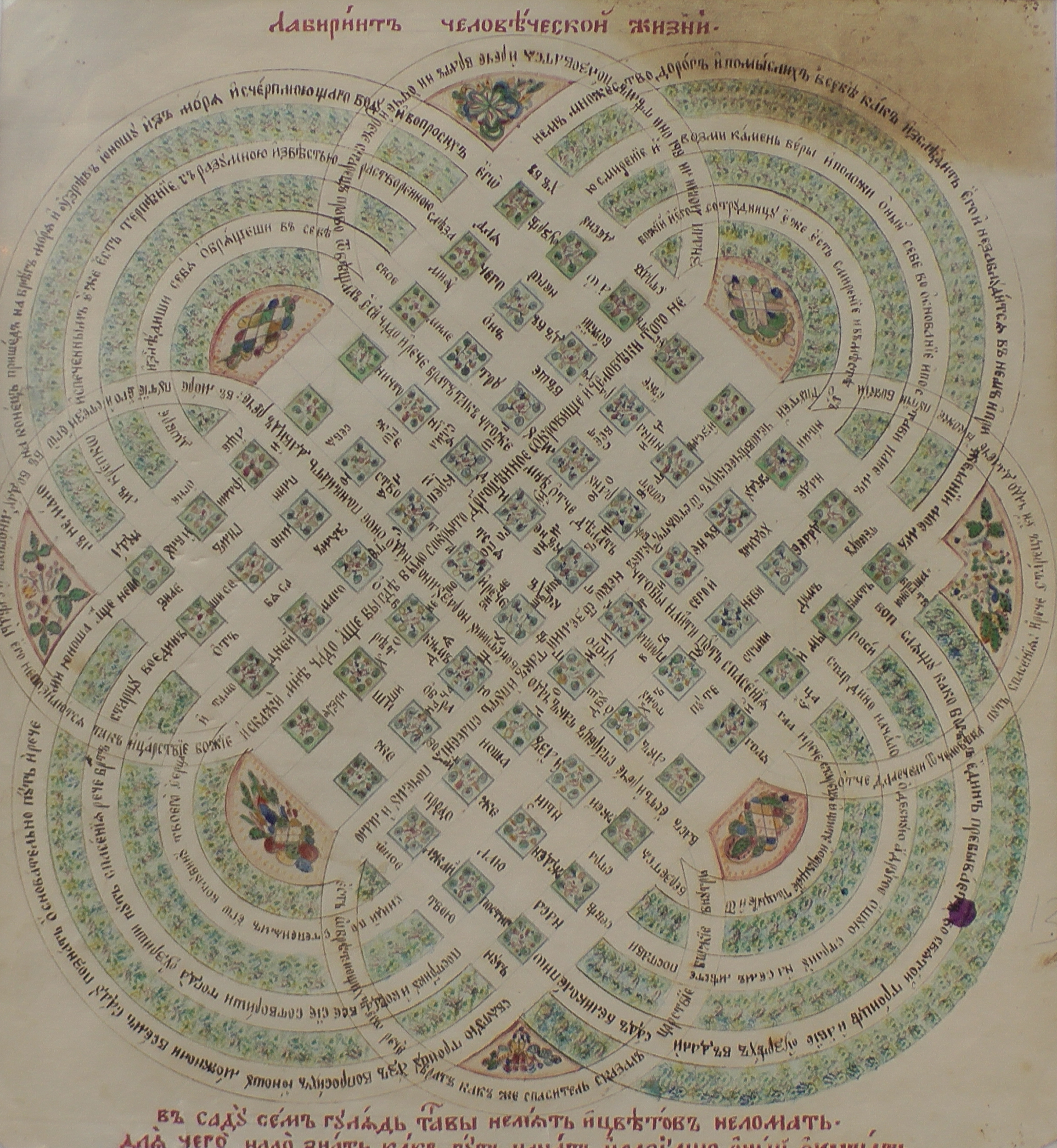
Labyrinthe de la vie humaine au musée d'histoire de la religion datant des années 1860.

Dolgova a identifié plusieurs gravures pouvant être corrélés à l'iconographie du Labyrinthe spirituel :
- Dans le troisième tome de l'ouvrage de Dmitry Rovinsky Images populaires russes est présentée une description de la gravure Labyrinthe spirituel se trouvant dans la collection Olsoufiéves. Le critique en donne une description du critique d'art prérévolutionnaire : « Le Labyrinthe est composé dans un grand … octogone ; les chemins y tournent en rond, de manière concentrique, en lignes droites sur 22 rangées : au milieu se trouve la montagne de Jérusalem (le paradis), au-dessus duquel le Saint-Esprit est représenté sous forme de colombe … Aux quatre coins sont représentés, en haut : 1) l'arrivée du Bon Larron au paradis, 2) Abraham, Isaac et Jacob au paradis, et en-dessous : 3) la mort du pécheur et 4) les pécheurs dans les flammes de l'enfer. Sur le chemin sont inscrits des textes : dans le haut Le chemin est étroit qui rentre dans la vie éternelle.…Évitez les aliments riches, choisissez la sobriété. Évitez l'ivrognerie, aimez la continence. Le texte du bas :  un long et large chemin mène à la perdition éternelle. …Déteste la paresse, accepte l'obéissance, celui qui te frappe fais le devenir ami … Le texte de gauche :  aime la pureté et déteste la fornication. Rejette la méchanceté, repent-toi. Texte à droite :évite la rancune et aime tes ennemis, accepte le malheur [28],[29].

Dans cette description, Dolgova a trouvé « un sens instructif, exprimé dans une interprétation, proches des icônes en question », et a conclu qu'il était possible de trouver une similitude avec les gravures populaires contenant des scènes de mort de pécheurs, des images de labyrinthe, de l'enfer comme on en trouve dans les Labyrinthes spirituels.
- L'ouvrage Iconologie de l'écrivain et iconographe italien Cesare Ripa présente une représentation iconographique du monde sous la forme d'un labyrinthe. Au bout de ce dernier est représenté un squelette, que Dolgova interprète comme symbole de la mort. Selon cet auteur ce labyrinthe peut être comparé à celui de l'icône Labyrinthe spirituel. Dans les deux cas, le labyrinthe est symbole de paix, de vie, de chemin de vie[28].

Anastassia Dolgova considère que puisque l'architecture de l'icône du Labyrinthe spirituel du musée d'histoire de la religion contient des traits de l'architecture de l'Europe occidentale, on peut y voir une confirmation indirecte de la relation de cette icône avec des gravures d'origine occidentale. Pour résumer son article, Dolgova écrit que l'iconographie du Labyrinthe spirituel apparaît comme le résultat de l'influence conjointe des sources littéraires et des gravures d'Europe occidentale. Certains détails de l'icône ont même été directement empruntés aux gravures de la littérature spirituelle et de dessins d'architectes.

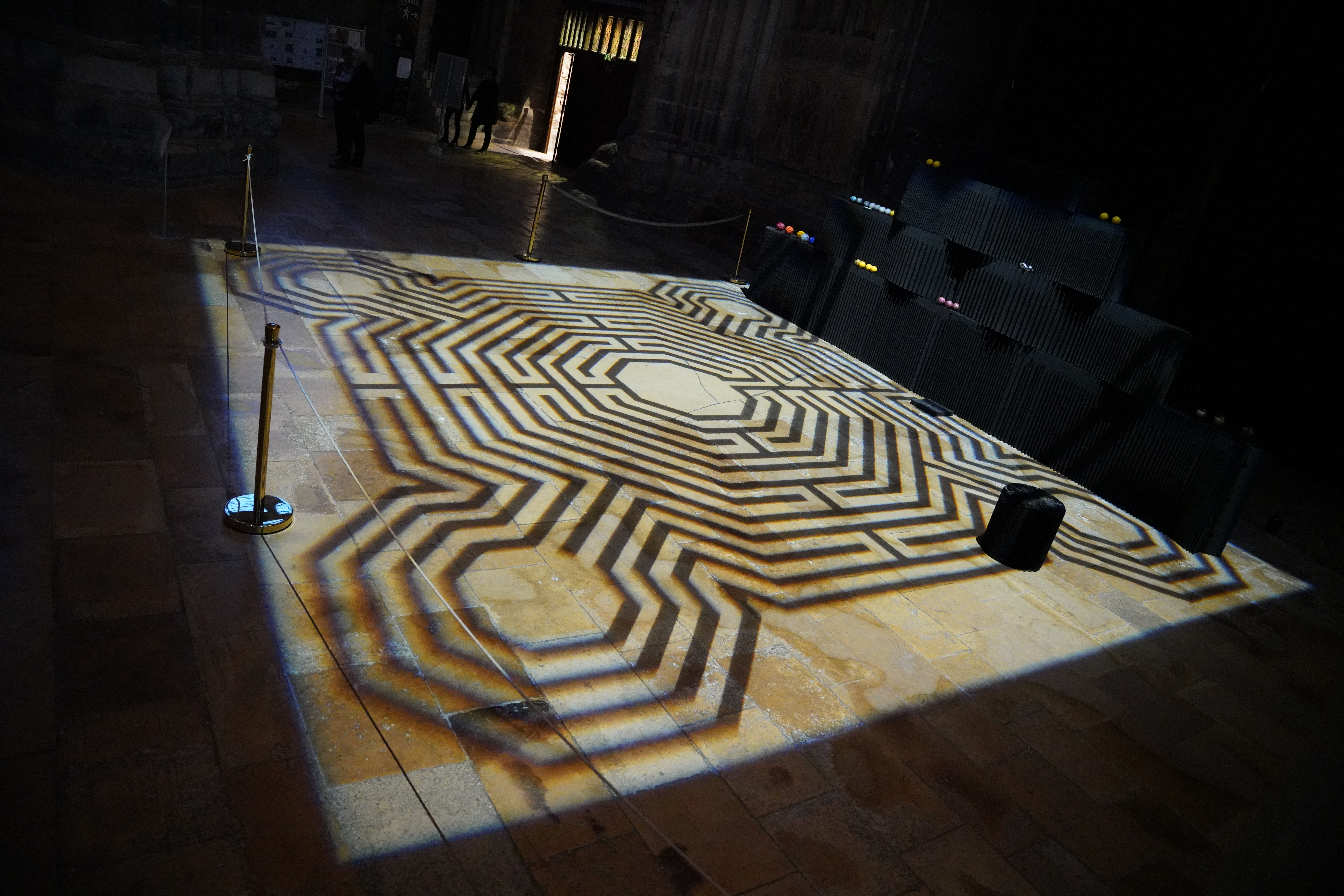
Nuit des musées : Labyrinthe de la cathédrale de Reims.

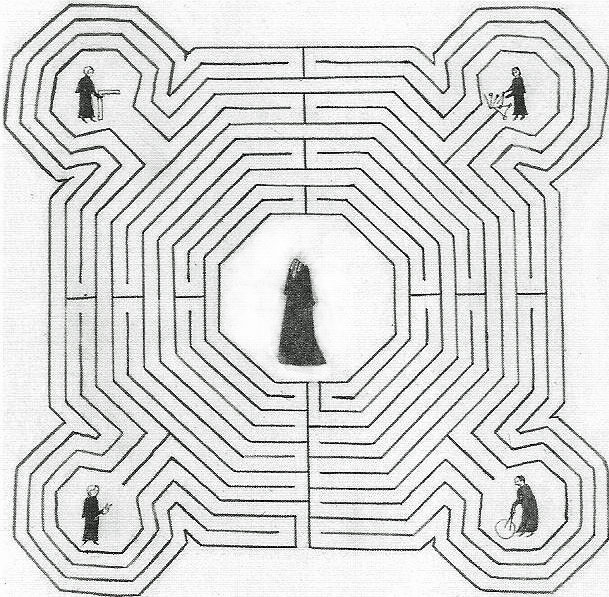
Labyrinthe de la cathédrale de Reims. Dessin de Jacques Cellier XVIe siècle.

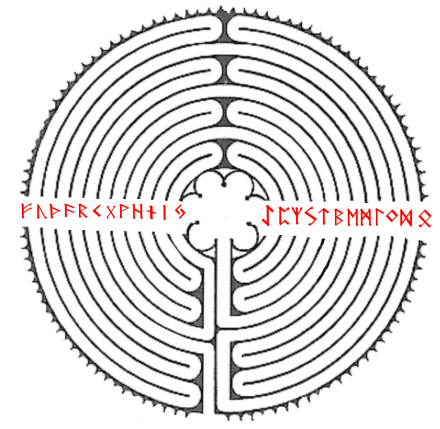
Labyrinthe de la Cathédrale Notre-Dame de Chartres ; suivre la ligne blanche …

Sergueï Zotov considère comme une source possible d'iconographie, les représentations allégoriques sur les fresques d'églises d'Europe occidentale, sur lesquelles les voyageurs, errant dans le labyrinthe de leurs passions, sont guidés par la main de la vierge Marie ou même de Jésus-Christ, fournissant aux voyageurs un fil similaire à celui d'Ariane suivant le mythe de Thésée et du Minotaure . Le théologien Zotov considère que le labyrinthe en Europe a servi au Moyen Âge de symbole de la recherche spirituelle. La base de sa conception se trouve dans les labyrinthes réalisés sur le sol des églises de l'architecture gothique. À la Cathédrale Notre-Dame de Chartres, au début du XXIe siècle, les croyants effectuent des pèlerinages à genoux en commençant au centre du cercle lors du vendredi saint, jour de la Crucifixion du Christ. À la cathédrale de l'icône Fiodorovskaïa de la Mère de Dieu, à Saint-Pétersbourg, est exposée une réplique miniature du labyrinthe de la cathédrale de Chartres. Le clergé de cette cathédrale donne l'explication suivante : «…en vous déplaçant sur la ligne blanche à partir du bas du schéma vous vous dirigez vers le centre. Mais à mi-chemin vous devez tourner à droite pour suivre cette ligne blanche et vous vous éloignez alors du centre jusqu'à vous trouver dans le rayon le plus éloigné du centre. Là il s'avère soudain qu'il n'y a que quelques tournants et vous vous trouvez au centre. La signification religieuse est simple. Au début de la recherche de Dieu, l'homme tombe rapidement dans l'illusion qu'il a atteint son but. Cependant il a encore un long et sinueux chemin à parcourir. Et quand apparemment tout espoir est perdu et que Dieu est loin, il s'avère qu'il est tout proche.
L'historienne d'art Galina Zelenskaïa a étudié les labyrinthes sur le sol des cathédrales gothiques : ceux de la cathédrale Notre-Dame de Chartres, le labyrinthe de la cathédrale de Reims et le labyrinthe de la cathédrale d'Amiens qui sont parvenus à la connaissance des Russes par l'ouvrage de Jan Amos Komensky, mais à partir du XVIIIe siècle seulement. Ils ont alors également pris connaissance des textes des Pères de l'Église .

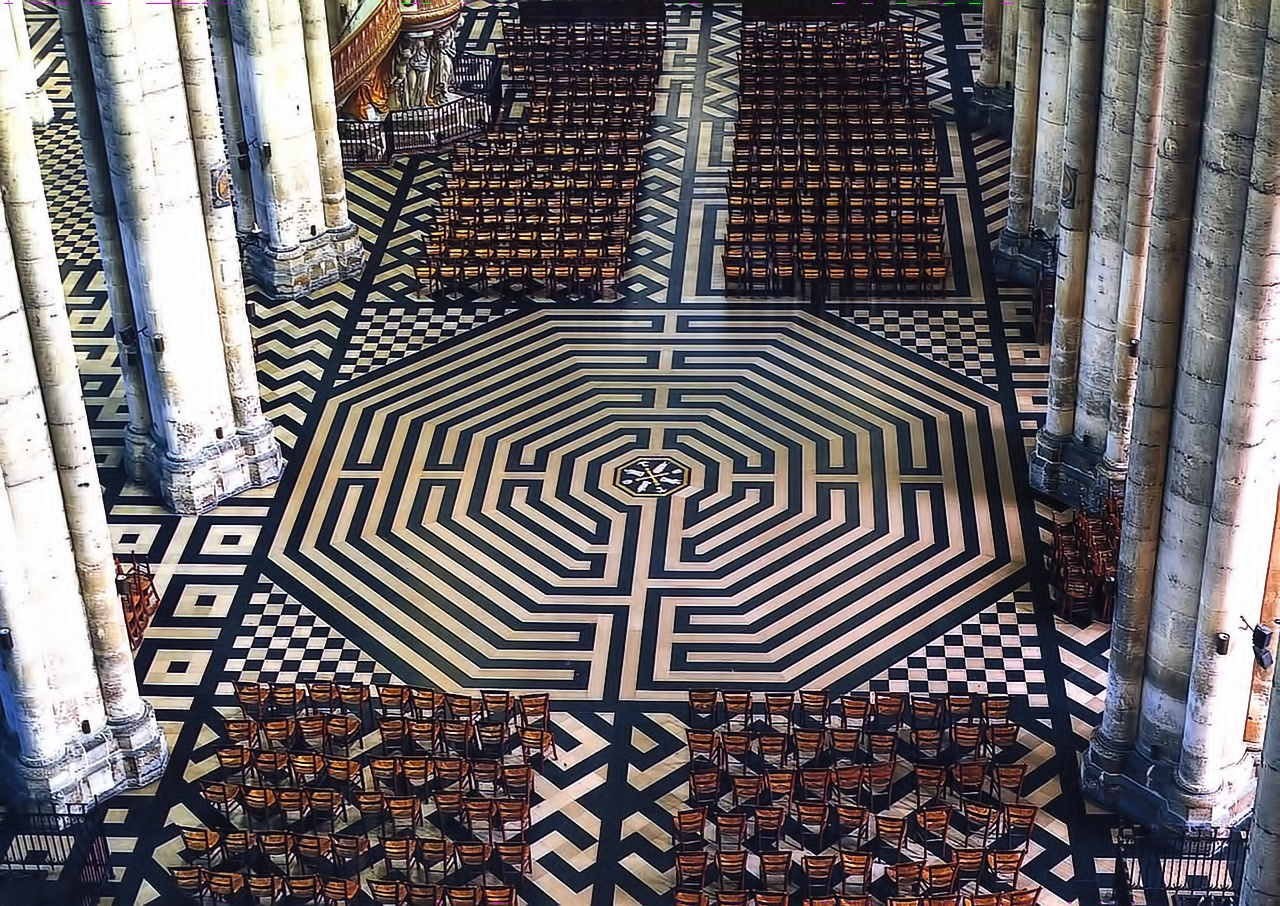
Labyrinthe de la cathédrale d'Amiens.

### Émergence de l'iconographie comme résultante de l'installation en Russie de sectaires européens
Igor Orlov, docteur en histoire de l'art, admet que la symbolique du labyrinthe a pénétré en Russie grâce à l'influence des maitres européens invités par Pierre Ier le Grand et ses successeurs à la fin du XVIIe siècle et au début du XVIIIe siècle. Avant cette époque, ce sujet du labyrinthe ne se retrouve pas dans l'iconographie russe. Ils apparaissent à l'installation en Russie des membres de la communauté religieuse des frères tchèques. Après avoir été expulsés de Bohême à la fin du XVIIe siècle, ils se sont installés dans l'électorat de Saxe dans la propriété du comte Nikolaus Ludwig von Zinzendorf à Herrnhut et ont pris le nom de frères moraves. En 1729, les Frères moraves sont apparus en Livonie, sur le territoire de l'Empire russe, et en 1764, après avoir reçu la liberté de religion et de résidence, ils se sont installés dans les provinces du sud de la Russie y compris le Tsaritsynsky ouiezd (ru) dans le gouvernement de Saratov). L'ouvrage Labyrinthe du monde et paradis du cœur, avec sa préface en vers russes, écrit dans les années 1630, pourrait avoir joué un rôle décisif, du point de vue d'Orlov, dans la diffusion de la symbolique du labyrinthe en Russie. Le critique d'art souligne que son auteur Jan Amos Komensky est le dernier évêque de cette secte des Frères moraves. Les peintres d'icônes russes, ayant emprunté l'image du labyrinthe aux frères moraves ont ensuite essayé de lui trouver une correspondance préexistante dans les textes des écritures saintes et les écrits des Pères de l'Église .

## Les historiens d'art et le sens figuratif de l'iconographie duLabyrinthe spirituel
Pour Anastasia Dolgova, «l’interprétation figurative de l'icône est basée sur l'impact émotionnel »: « La vue effrayante des flammes et de l'enfer, complétée par une liste de péchés, reproduite de manière expressive en caractères noirs, est opposée  à la vision paradisiaque derrière les murs solides d'une ville  merveilleuse, située près du trône du Sauveur lui-même, illuminant la Jérusalem céleste de ses rayons de lumière. Le chemin que l'homme doit emprunter  à travers le labyrinthe de la vie est accompagné de prières et de bonnes actions qui renforcent la vertu théologale ». Dolgova remarque que ce labyrinthe spirituel présente une iconographie accessible à des spectateurs de tout niveau.

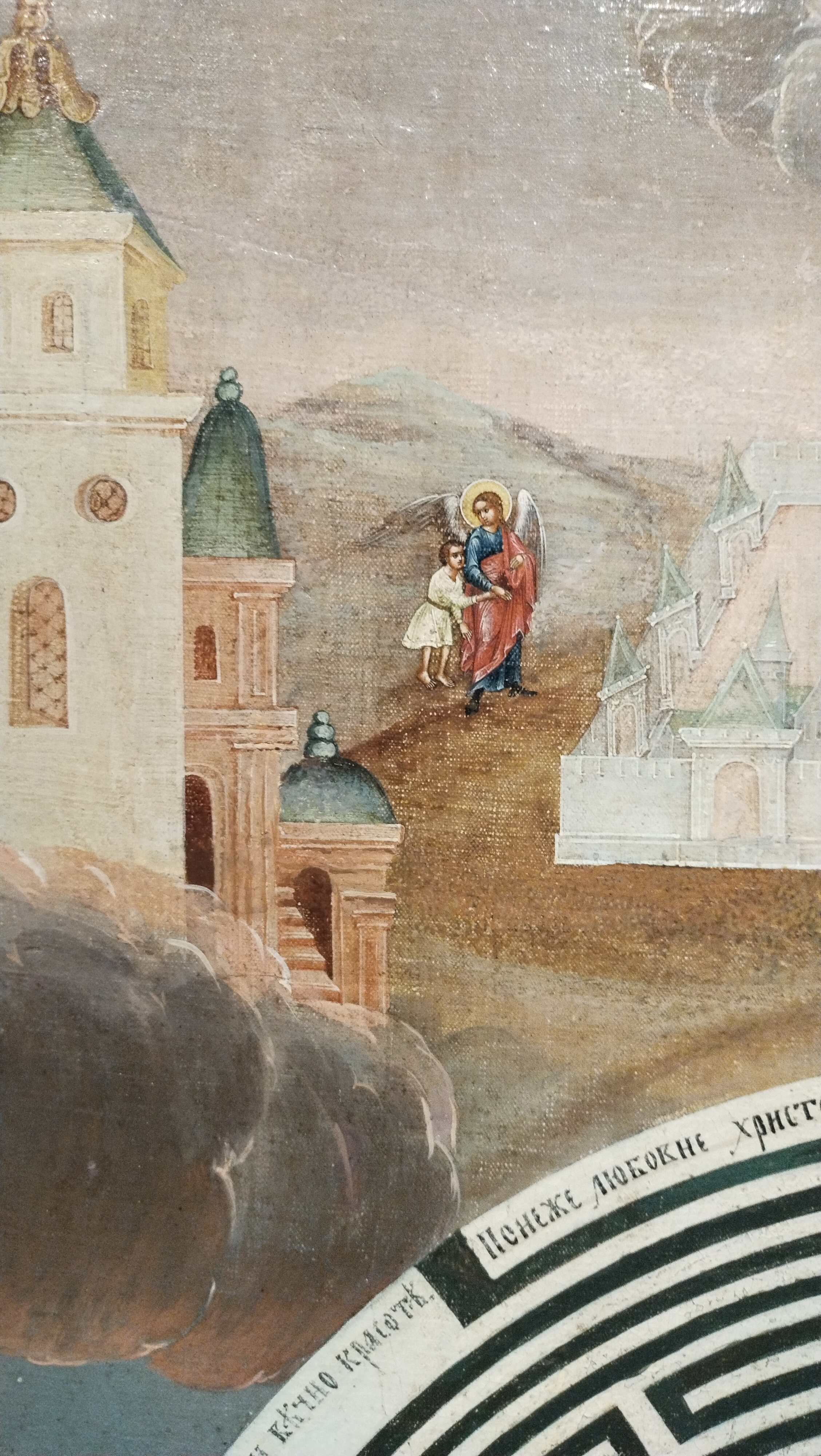
Labyrinthe spirituel (partie supérieure gauche). L'ange et l'âme du juste se dirigent vers la Jérusalem céleste.

Il faut, selon Dolgova, attacher une importance particulière aux symboles et aux allégories en observant cette icône. Le symbole le plus important est le labyrinthe, qui occupe la partie centrale de l'icône et dont les dimensions sont importantes par rapport à celles des personnages en son centre. Les textes situés dans le cercle extérieur complètent le développement de l'intrigue. C'est le labyrinthe qui attire l'attention du spectateur en premier lieu. Il ne voit les textes de l'icône qu'en deuxième lieu.
Dolgova observe que l'icône du musée de la nouvelle Jérusalem d'Istra est plus lumineuse et plus diversifiée que celle du musée d'histoire de la  religion de Saint-Pétersbourg. Le registre supérieur est de couleurs claires et délicates puis, vers le bas, elles s'assombrissent et s'épaississent. Le coin inférieur gauche est la partie la plus sombre de l'icône (les démons avec les armes). L'icône d'Istra comporte des phrases rimées parmi lesquelles des versets du livre des Psaumes. Dolgova note que les deux icônes citent le même verset 4 du livre des Psaumes (25) 24: «Éternel ! fais-moi connaître tes voies, enseigne-moi tes sentiers.» (Psaume 25 (24). Elle considère ce verset comme une phrase clé pour comprendre l'iconographie du Labyrinthe spirituel. En comparant les deux icônes l'historienne d'art tire deux conclusions :
- Les intrigues des deux icônes sont fort proches et datent d'une période proche dont les principes picturaux et emblématiques sont communs, le XVIIIe siècle;
- « Il existe entre elles des différences, probablement causées par l'absence de règles iconographiques bien établies en Russie à cette époque et apparemment d'une différence de sources qui ont servi de bases à la création de chacune des deux icônes.

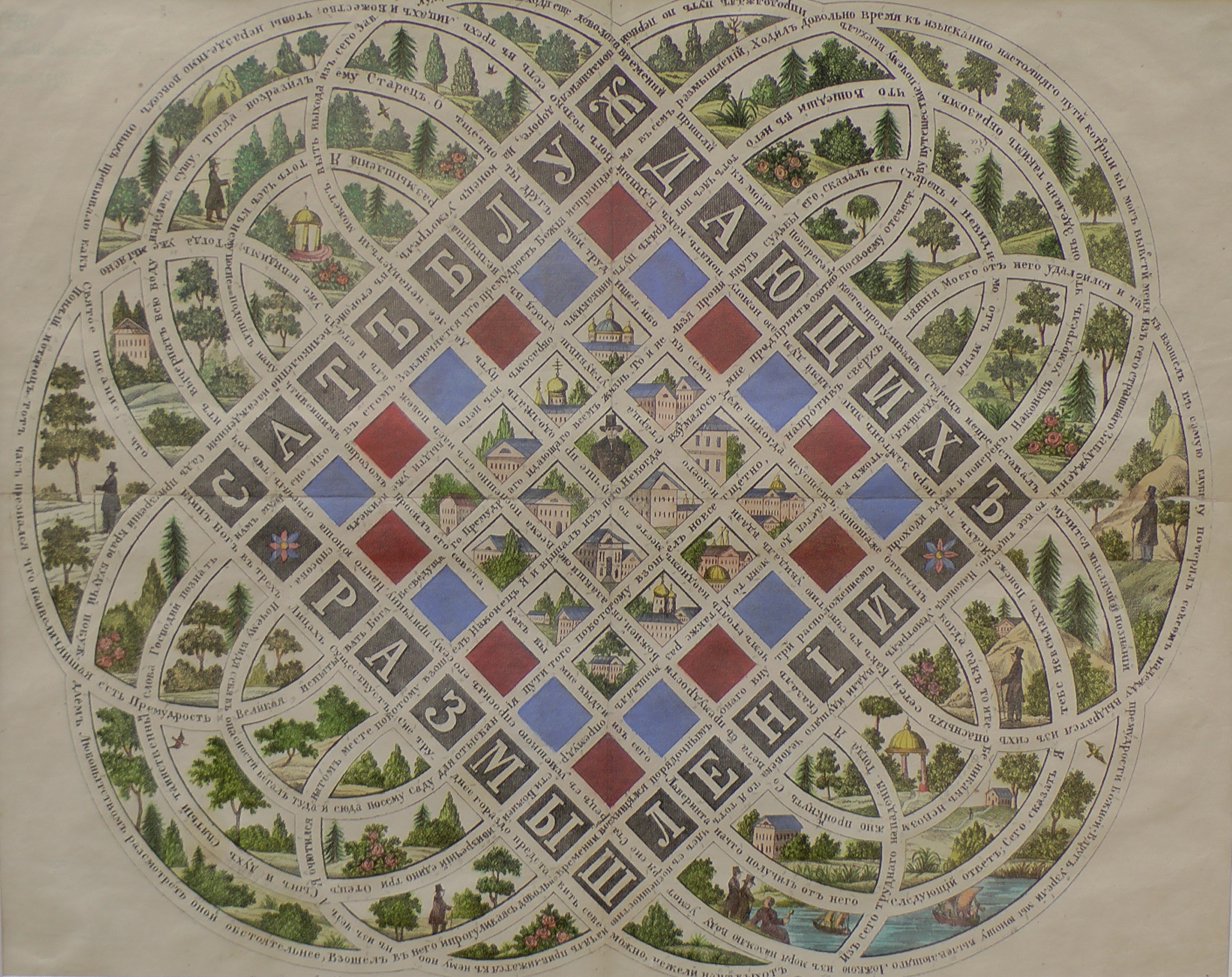
Jardin des pensées, 1859. lithographie Piotr Loukianova.

Sergueï Zotov suggère que le Labyrinthe spirituel a été utilisé pour de la prédiction ou encore une expérience personnelle de piété. Le spectateur a effectué un voyage à travers le labyrinthe et, quand il arrive au bout, il peut déterminer contre quel péché il doit lutter en priorité. Selon Zotov, le croyant, grâce à cette icône, reçoit une prédiction et prend connaissance de la pureté de son âme. Le chercheur avance une seconde hypothèse pour le clergé et les intellectuels : pour eux, cette icône est un  « exercice mystique qui permet de penser à la faiblesse de l'homme et à la justesse que doivent avoir ses décisions. À sa manière c'est une confession» .
Igor Orlov constate que diverses interprétations ou copies du Labyrinthe spirituel ont été reproduites non seulement dans la peinture d'icônes mais aussi dans les images populaires russes, surtout chez les orthodoxes vieux-croyants, que l'on appelle loubok. Il considère que l'archétype du labyrinthe a été utilisé de différentes manières dans différentes cultures, tout en ayant des racines raciales et religieuses communes. Malgré les différentes interprétations du symbole du labyrinthe dans la culture de différentes époques, sa sémantique est associée à la recherche de «voies de salut spirituel et physique, d'une sortie verticale sacrée dans la situation confuse que présente le schéma horizontal de la vie dans le monde .
Les historiens modernes de la culture médiévale Dmitri Antonov et Mikhaïl Maïzouls traitent du problème de l'imagerie iconographique du Labyrinthe spirituel dans leur ouvrage Démons et pécheurs dans l'iconographie russe ancienne : sémiotique de l'image. Ils observent la nouveauté du type iconographique de la mort — un squelette portant une faux. Les chercheurs l'associent à des compositions didactiques sur le thème Memento mori, apparues la plupart dans l'Empire russe au XVIIIe siècle.